# Pacemaker

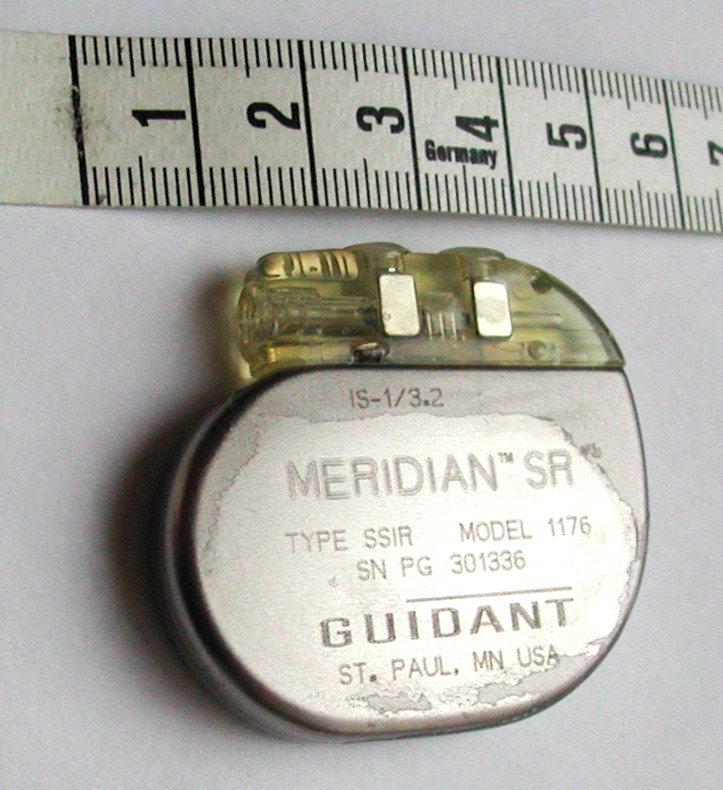
Pacemaker

Een pacemaker is een apparaat dat ervoor zorgt dat het hart in het juiste ritme blijft pompen door elektrische impulsen te genereren geleverd door elektrodes. Aanvankelijk werden pacemakers gebruikt om een te traag hartritme (bradycardie) te corrigeren. Later werden ze ook toegepast bij een te snel hartritme (tachycardie), en bij patiënten met een risico op een hartstilstand of met hartfalen. Het apparaat ter voorkoming van een hartstilstand wordt implanteerbare cardioverter-defibrillator (ICD) genoemd. Bij hartfalen wordt een biventriculaire pacemaker ingezet. Als het hart stil komt te staan of onregelmatig klopt, zal de pacemaker een elektrische prikkel geven, waardoor de normale hartslag hersteld wordt.

## Geschiedenis
- Het stimuleren van het hart werd in 1747 beschreven door Squires.
- Vervolgens werd er geëxperimenteerd door Xavier Bichat door het prikkelen van het hart bij onthoofde misdadigers.
- Uitvinder van de pacemaker is de Australische arts Mark C. Lidwill (1878-1969), medisch pionier in anesthesiologie en cardiologie.[1]
- In 1932 werd door Albert Hyman (1893-1972) een uitwendige pacemaker gebouwd.
- William P. Murphy Jr. startte in 1957 in Miami (Florida) zijn bedrijf Cordis (Cordis betekent: het hart betreffend; nu een Johnson & Johnson Company) en ontwikkelde een implanteerbare hartpacemaker.
- Eerste pacemakerimplantatie: Rune Elmquist (Elema Company, nu St. Jude Medical) ontwikkelde in dezelfde periode ook een implanteerbare pacemaker, die op 8 oktober 1958 door dr. Åke Senning (Zweden) geplaatst werd bij de toen 43-jarige Arne Larsson. Het apparaat werkte slechts 3 uur (volgens andere bronnen 6 uur) en moest door een tweede worden vervangen. Larsson heeft in 43 jaar tijd 26 maal een pacemaker geïmplanteerd gekregen. Hij leidde verder een normaal gezond leven en stierf op 28 december 2001 op 86-jarige leeftijd.
- Vroeger werden ook pacemakers gebruikt die in plaats van een lithiumbatterij op een bepaalde hoeveelheid plutonium werkten. Dit had als voordeel dat niet om de zoveel tijd de batterij vervangen diende te worden, echter werd de radioactiviteit als een te groot risico voor mens en omgeving gezien, zodat men later toch batterijen is gaan gebruiken.
- Wilson Greatbatch (1919-2011) knutselde in zijn eigen schuurtje aan zijn pacemaker. In 1960 waagde Greatbatch zich aan een mens. Zijn pacemaker tikte anderhalf jaar door. Maar het probleem bleef de stroomvoorziening: de batterij was snel leeg. Hij kocht de rechten van een in 1968 uitgevonden lithiumbatterij (die nog explosief was) en verbeterde die. Tegenwoordig kunnen ze wel twintig jaar of langer mee. Hij bleef aan zijn pacemaker werken om hem kleiner, eenvoudiger en veiliger te maken. Aanvankelijk moest een chirurg het apparaat plaatsen, tegenwoordig kan een cardioloog het.[2]

Het Nederlandse bedrijf Vitatron bracht in 1981 ’s werelds eerste pacemaker met een microprocessor, gebaseerd op de 8 bits RCA 1802 CMOS-processor. Tot dan toe werkten pacemakers volledig met  elektronische
schakelingen ("hardwarepacemakers"). De introductie van software in een pacemaker was een revolutie in die tijd. Daardoor werd de pacemaker flexibel en er
ontstond een ongekend scala aan mogelijkheden om pacemakeralgoritmes te introduceren.

## Werking
Het hart is met de pacemaker verbonden door elektrodes, ook wel leads genoemd.
De verbinding van deze leads met de pacemaker is internationaal gestandaardiseerd, zodat pacemakers en leads van verschillende fabrikanten uitwisselbaar zijn.
Vroege pacemakers waren eenvoudige pulsgeneratoren, die met een vaste frequentie prikkels afgaven. Een moderne pacemaker wordt gestuurd door een microcomputer en past zich aan het gedrag van de drager aan. Zo zal bij inspanning de hartfrequentie toenemen en als het hart van zichzelf al goed loopt zal de pacemaker niets doen.
Pacemakers worden gevoed door 2,5 volt lithium-iodine batterijen. Een pacemaker gaat zo'n acht tot tien jaar mee, daarna moet hij worden vervangen. De apparaatjes zijn klein; ongeveer 20 cc en 20 gram zwaar. Ze kosten gemiddeld zo'n 3000 euro. Doordat ze meestal vlak onder de huid geïmplanteerd worden, is dit geen ingrijpende zaak. Men verblijft meestal één nacht na de ingreep in het ziekenhuis ter observatie.
Het vervangen van de pacemaker kan in dagopname; het is een kleine ingreep.

## Kwaliteit van leven en sterven
De pacemaker stelt de drager in principe in staat om een langer en kwalitatief hoogwaardiger leven te leiden.
Het is geen apparaat dat dient voor reanimatie. Een pacemaker zal het leven van patiënten die palliatieve zorg ontvangen niet verlengen. In de laatste fase van langdurige ziekte kan sprake zijn van sepsis, longziekte, bloedingen, nier- en leverfalen. Het hart kan dan dusdanig verzwakt zijn dat het niet meer reageert op de pacemaker. Het is mogelijk het apparaat op een bepaald moment uit te zetten, bijvoorbeeld als ook de beademingsapparatuur wordt uitgezet. In 2016 verzocht een Britse zeventiger haar pacemaker uit te schakelen, toen zij besefte in een palliatieve fase te zijn getreden.
Bij gebruik van een implanteerbare cardioverter-defibrillator (ICD) ligt het complexer. Zo'n apparaat dient wel ter reanimatie. In een bepaald stadium van de terminale fase kan een werkende ICD ongewenst zijn. Ook hier geldt dat men kan besluiten het apparaat uit te zetten. Bijvoorbeeld omdat de patiënt heeft aangegeven niet meer gereanimeerd te willen worden of omdat hij er anderszins voor kiest. 
De pacemaker heeft effect op de levensduur van de terminale patiënt, maar geen effect op de ernst van het lijden.

## Voorzorgen bij gebruik
Na implantatie mag de patiënt enige tijd, vaak twee weken, niet autorijden. Voor beroepschauffeurs kunnen andere regels gelden. De belangrijkste voorzorg om een correcte werking van het apparaat te garanderen is het vermijden van sterke elektromagnetische straling.
- Mobiele telefoon ten minste 15 cm van de pacemaker verwijderd. Bij voorkeur bellen met het oor dat aan de tegenovergestelde kant van het lichaam zit. In plaats daarvan kan ook met een headsetje (koptelefoontje) of AirPods (draadloze oortjes) gebeld worden. Hierbij kan de telefoon dan gewoon in de broekzak blijven zitten. Telefoon in borstzakje, ook aan de tegenovergestelde kant.
- MRI-scanners vermijden. Er zijn typen pacemakers waarmee men wel, zij het met bepaalde voorzorgen, in een MRI-scanner kan.
- Booglassen dient te worden vermeden.
- Controlepoortjes, bijvoorbeeld op een luchthaven, kunnen niet gebruikt worden.[4] Men wordt op een andere wijze gecontroleerd. Daarom moet op luchthavens bij de security worden aangegeven dat een pacemaker wordt gedragen.
- Walkietalkiegebruik moet vermeden worden.
- Het gebruik van magnetrons en andere huishoudelijke apparaten, wordt als veilig beschouwd.
- Meestal wordt sporten in competitieverband afgeraden, evenals sporten waarbij de kans op lichamelijk letsel aanwezig is. Indien de patiënt toch een sport wil beoefenen, is het verstandig om te investeren in speciale bescherming voor de pacemaker. Het dragen van bescherming voorkomt zoal lichamelijk letsel als eventuele schade aan de pacemaker(bedrading). Bekende merken voor pacemakerbescherming zijn bijvoorbeeld Vital Beat, Paceguard en Pace-Pro.

## De pacemakercode

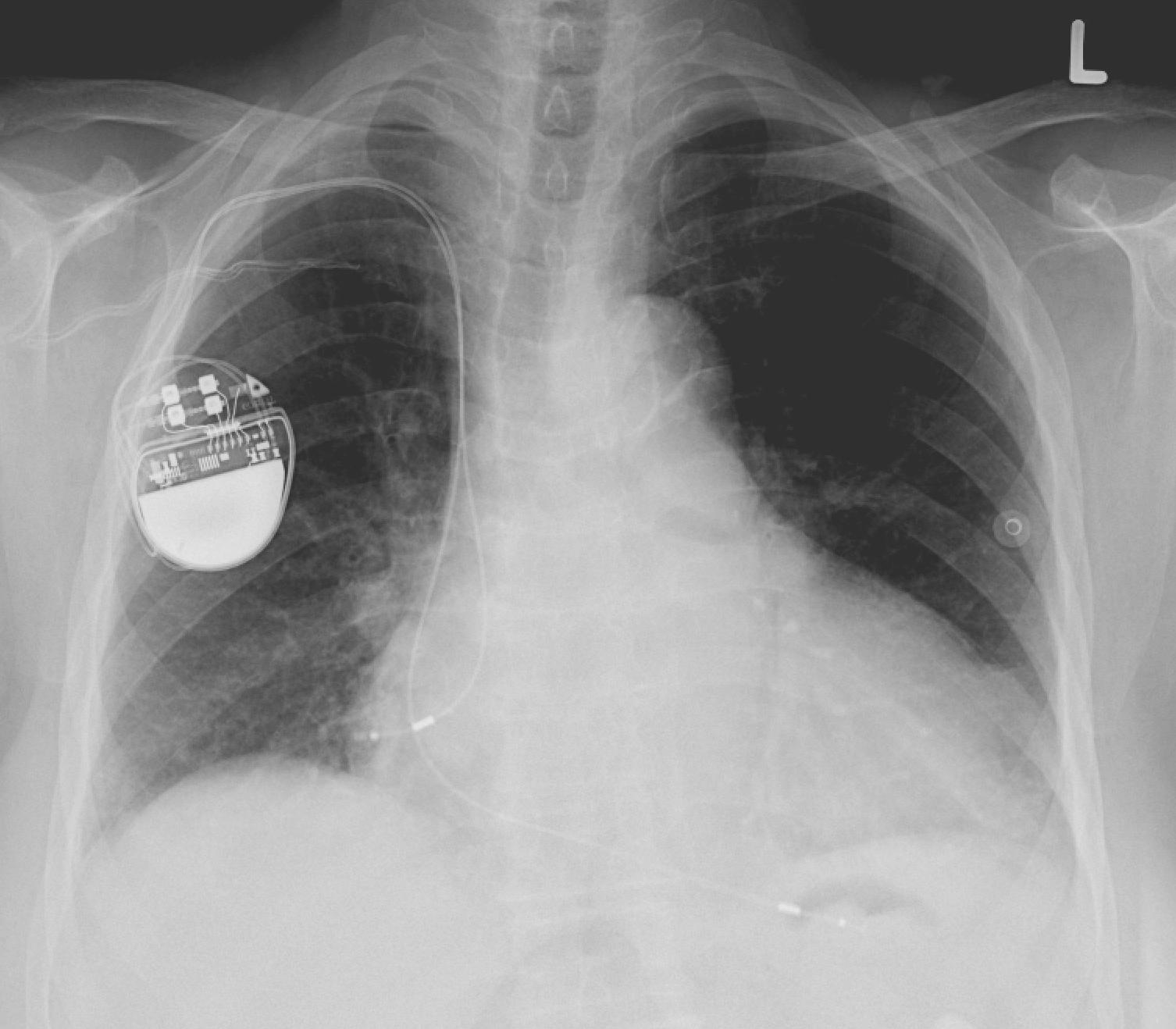
Thoraxfoto met pacemaker, met twee leads: één in het rechteratrium (kortere lead), de ander in de rechterventrikel (langere lead)

Pacemakers worden onderverdeeld naar de plaats waar het hart geprikkeld wordt. Er kan sprake zijn van één lead, waarbij slechts één deel van het hart gestimuleerd wordt, de hartkamer of de hartboezem. Er kan ook sprake zijn van twee leads, waarbij doorgaans één zich in de boezem en één zich in de kamer bevindt.
Aangezien zowel gestimuleerd ("pacing") als gedetecteerd ("sensing") kan worden in de boezems en in de kamers, ontstond de noodzaak voor een duidelijke codering van de verschillende typen pacemakers.
Voor deze codering gebruikt men een 4-lettercode.
De eerste letter geeft aan in welk compartiment pacing plaatsvindt. De tweede letter geeft aan in welk compartiment sensing plaatsvindt.
A= atrium (boezem). Altijd de rechterboezem.
V= ventrikel (kamer). In dit geval altijd de rechterkamer
D= dual. Hierbij dus pacing, respectievelijk sensing in zowel de boezem als de kamer
De derde letter geeft de wijze aan van reageren van de pacemaker, de modus.
I = inhibitie. Dit betekent dat bij detectie van een spontaan hartsignaal de pacemakerprikkel onderdrukt wordt.
T = triggering. Dit betekent dat bij detectie van een spontaan hartsignaal de pacemaker juist een prikkeling afgeeft
D = dual. Dit betekent zowel inhibitie als triggering.
O = niet van toepassing. Er is geen sprake van detectie of sensing van signalen.
De vierde letter geeft aan of de pacemaker zo in te stellen is dat er ritme-aanpassingen mogelijk zijn.
R = rate (snelheid) responsive. Dit betekent dat als de pacemakerdrager zich inspant, de pacemaker sneller gaat werken. Inspanning leidt een pacemaker meestal af van de ademfrequentie of voetstapfrequentie of  van beiden.

## Pacemakertypen
VOO
Er is slechte gefixeerde pacing in de rechterhartkamer. Deze pacemakers worden niet meer gebruikt.
VVIR
Zowel pacing als sensing in de rechterhartkamer. Bij een spontaan eigen signaal, gesenset in de rechterkamer, zal de pacing geïnhibeerd worden.
Dit type wordt veel gebruikt als sprake is van boezemfibrilleren gepaard met een traag kamerritme.
AAIR
Zowel pacing als sensing in de rechterhartboezem. Bij een spontaan eigen signaal, gesenset in de rechterhartboezem, zal de pacing geïnhibeerd worden.
Dit type wordt veel gebruikt als sprake is van sinusarresten. De AV-geleiding moet dan wel intact zijn. Dit kan tijdens pacemakerimplantatie gecontroleerd worden door bepaling van een wenkebachpunt. De AAI-pacemaker is de natuurlijkste pacemaker die er is. De sinusknoop geeft een elektrische prikkel af aan de boezems. De boezems trekken hierdoor samen en het bloed wordt de kamers in gepompt. Wanneer er geen prikkel wordt gevormd door de sinusknoop, zal er geen boezemactiviteit zijn. De pacemaker valt in en geeft een spanningspuls af in het hart. De pacemakerdraad (lead) geeft de pacemaker informatie (in de vorm van een spanning) van wat er zich in de boezems afspeelt.
DDDR
Zowel pacing als sensing in de rechterhartboezem en de rechterhartkamer. Dit type pacemaker heeft dus twee leads en wordt doorgaans gebruikt bij atrioventriculaire geleidingsstoornissen.
- De draadloze pacemaker is vele malen kleiner dan de oudere types pacemakers, en wordt via de lies ingebracht in de rechter hartkamer. Bij dit type blijven geen littekens achter en doen zich minder ontstekingen en andere complicaties voor.

## Biventriculaire pacemaker
De laatste tijd zijn er pacemakers ontwikkeld met drie elektrodes (rechterboezem, rechterkamer en linkerkamer) voor mensen met hartfalen.